# Hort d'Albinyana
L’Hort d’Albinyana, situat a la partida de la Pedrera de Picanya, és una finca formada per diversos bancals amb la casa al centre . Al plànol de 1929 apareixen dos accessos: un alineat amb la façana principal i un altre cap al pati posterior.
Actualment, segons el cadastre te una extensió de 139,88 fanecades.
El conjunt el formen:
- Habitatge principal (construït el 1919 i restaurat el 1994 recuperant l’aspecte original de les façanes però amb distribució interior transformada).
- Dues crugies en forma d'«L» que tanquen un pati posterior amb serveis agrícoles.
- Motor i bassa adossats.[2]

L’edifici principal és de dues plantes, amb tres crugies paral·leles a façana, pilars i jàsseres que permeten flexibilitat en la distribució. Manté el corredor central i l’escala lateral, herència de la tipologia popular del segle xviii. A la dreta s’alça la torre-mirador alineada amb la façana; cobertes de teula àrab a quatre aigües.
Les façanes, simètriques, tenen sòcol, encarrerat als cantons i cornisa sota coberta. La principal presenta una cornisa horitzontal que uneix balcons, pòrtic i torre, integrant-la visualment. Les obertures estan decorades amb plaques florals i tríglifs «Sezession», combinats amb elements clàssics (mènsules, frontons), donant un estil eclèctic. Els detalls simplificats i geomètrics de la torre responen a l’eclecticisme tardà dels anys 1920.
En estructures destaca l’ús de biguetes de ferro laminat amb revoltons ceràmics a la primera planta, mentre que la coberta encara recorre a fusta. L’interior original, documentat en fotografies, mostrava un vestíbul amb arc serlià sobre columnes dòriques d’estuc, sòcol ceràmic renaixentista de Manises, paviments hidràulics, escala de marbre amb balustrada de fosa i saló amb sostre neogòtic i decoració neorenaixentista, reafirmant el caràcter eclèctic.
El pati posterior, tancat amb mur de maçoneria i verdugades de rajola, acollia antics estables i un cos perpendicular de dues plantes amb tipologia constructiva tradicional. La manca d’integració amb l'habitatge suggereix que procedeix d’una edificació anterior (Casa de Rosselló, citada el 1900).
El motor de reg conserva la torreta elèctrica, sense restes de fumeral, i la bassa és de maçoneria atalussada amb morter de calç, amb escala de rajola de dos trams que dona accés tant a l’interior com a la coberta plana del motor, utilitzada com a terrassa.